# Alfons Haket
Alfons Haket (Hildesheim, Duitsland, 13 juni 1944) is een Nederlandse gitarist en zanger. Hij speelde in bands als The Moans, Moan, Long Tall Ernie and the Shakers en Hank the Knife & the Jets.
Op ongeveer veertienjarige leeftijd leerde Haket zijn eerste akkoorden op een gitaar, waarna hij al snel werd opgenomen in het Arnhemse bandje The Rocking Beatman. In het najaar van 1964 werd Haket gevraagd bij een andere plaatselijke beatband, The Moans, waar hij kwam te spelen met onder andere Herman Brood. De band werd erg populair in Arnhem en omstreken, maar speelde vanaf begin 1965 vooral op contractbasis in Duitsland. In oktober 1967 werd de naam van de band gewijzigd in Moan en werden in Nederland een aantal singles opgenomen met voornamelijk progressieve-popmuziek. Ook was Haket betrokken bij het project Moan Nightmare waarbij werd opgetreden in excentrieke, donkere kleding en met geschminkte gezichten.
In 1972 bleek het voorprogramma van Moan met rock-'n-rollmuziek, uitgevoerd door dezelfde bandleden maar dan verkleed als ruige rockers, zo aan te slaan dat dit de hoofdact werd onder de naam Long Tall Ernie and the Shakers. De bandleden voerden overeenkomstig het imago ruige bijnamen, zoals Hank the Knife (Henk Bruijsten), Jumping Johnny (pianist Jan Rietman) en Tenderfoot Macfarlane (drummer Alan Macfarlane). Haket stond bekend als Alfie Muscles. Hij speelde tot februari 1976 bij deze populaire band en ontving in 1973 samen met zijn mede-bandleden een gouden plaat voor de lp Turn on your rockin' shoes.
Na zijn vertrek bij Long Tall Ernie and The Shakers speelde Alfons een korte periode bij glamrockband Hank the Knife & the Jets, totdat hij een tijdje in de anonimiteit verdween. Haket bleef weliswaar in de muziek actief, maar trad vooral op in het Arnhemse nachtclubcircuit met onder andere de coverband Daybreak. Ook was hij een tijd roadie van de bekende Amerikaanse jazzpianist- en componist Dave Brubeck tijdens zijn Europese tours.
In 2003 keerde Haket terug bij Hank the Knife & the Jets, toen de band een nieuw leven werd ingeblazen. De gitarist werd, na het overlijden van Pierre Beek in 2009, tevens de zanger van de band.
In oktober 2015 verscheen een biografie over Alfons Haket, met als veelzeggende ondertitel 'Dé jongensdroom: 60 jaar rock 'n roll'.